# Rumänien i Eurovision Song Contest 2016
Rumänien skulle ha deltgit i Eurovision Song Contest 2016 i Stockholm, Sverige. Ovidiu Anton skulle ha representerat Rumänien med låten "Moment of Silence". Den 22 april meddelades dock att deltagandet diskvalificerats på grund av det rumänska public service-TV-bolaget TVR:s obetalda skulder till EBU.

## Format
Detta år använde sig Rumänien av en annan form än året innan. En semifinal och en final. Från semifinalen deltog 12 bidrag där 6 av dem gick till en final där vinnaren utsågs.

## Semifinal
Semifinalen hölls 4 mars.
Bidrag med gul bakgrund gick till final (Juryns finalister) och de gröna (Tittarnas val).
| Nr | Artist                            | Sång                 | Jurypoäng (placering) | telefonomröstning (Placering) |
| -- | --------------------------------- | -------------------- | --------------------- | ----------------------------- |
| 1  | Doru Todoruț feat. Irina Baianț   | "The Voice"          | 32 (5)                | 852 (2)                       |
| 2  | Andra Olteanu                     | "Nai Nai             | 5 (11)                | 111 (8)                       |
| 3  | Dream Walkers                     | "Let It Shine"       | 47 (2)                | -                             |
| 4  | Irina Popa                        | "Letting Go"         | 12 (8)                | 196 (7)                       |
| 5  | Jukebox                           | "Come On Everybody"  | 27 (6)                | 333 (5)                       |
| 6  | Mihai Băjinaru                    | "Never Too Late"     | 0 (12)                | 337 (4)                       |
| 7  | Vanotek feat. The Code & Georgian | "I'm Coming Home"    | 18 (7)                | 984 (1)                       |
| 8  | Mihai                             | "Paradisio"          | 33 (4)                | -                             |
| 9  | Florena                           | "Behind the Shadows" | 44 (3)                | -                             |
| 10 | Gașca de acasă                    | "Tu ești povestea"   | 10 (9)                | 237 (6)                       |
| 11 | Ovidiu Anton                      | "Moment of Silence"  | 54 (1)                | -                             |
| 12 | Xandra                            | "Superhuman"         | 8 (10)                | 563 (3)                       |

## Finalen
Finalen hölls 6 mars.
| Nr | Artist                            | Sång                 | telefonomröstning | Placering |
| -- | --------------------------------- | -------------------- | ----------------- | --------- |
| 1  | Florena                           | "Behind the Shadows" | 3 491             | 3         |
| 2  | Doru Todoruț feat. Irina Baianț   | "The Voice"          | 1 235             | 6         |
| 3  | Dream Walkers                     | "Let It Shine"       | 2 332             | 4         |
| 4  | Vanotek feat. The Code & Georgian | "I'm Coming Home"    | 4 702             | 2         |
| 5  | Ovidiu Anton                      | "Moment of Silence"  | 6 585             | 1         |
| 6  | Mihai                             | "Paradisio"          | 2 142             | 5         |